# Adolf Lazi

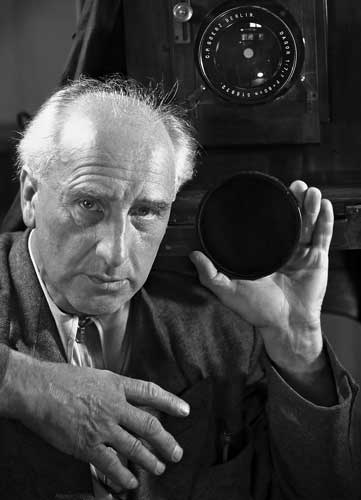
Selbstporträt aus dem Jahr 1952

Adolf Lazi (* 22. Dezember 1884 in München; † 9. Januar 1955 in Stuttgart) war ein deutscher Bildhauer und Fotograf. Er gründete 1950 in Stuttgart die „Internationale Schule für Höhere Fotografie – Lazi“, auch „Schule Lazi“ genannt.

## Leben
Adolf Lazi begann 1896 seine Lehre beim Architekten und Bildhauer für religiöse Kunst Karl Heinrich Seboldt. Als Maler und Bildhauer wurde er 1900 in die Vereinigten Werkstätten für Wohnkultur aufgenommen.
Die seit dem vierzehnten Lebensjahr praktizierte Fotografie machte Adolf Lazi 1906 zum Hauptberuf und gründete hierfür in München ein eigenes Atelier für technische Aufnahmen und Porträts. Bei der fotokünstlerischen Arbeit bevorzugte er Gummidrucke. Um sein technisches Wissen in Fotografie zu vertiefen, absolvierte er Abendkurse an der damaligen Bayerischen Lehr- und Versuchsanstalt.
1908 verließ Adolf Lazi die bayerische Hauptstadt und übersiedelte nach Paris. Dort erhielt er eine Anstellung im Fotostudio Nadar Fils, beim Sohn (Paul Nadar) des Fotopioniers Nadar. Die eigenen Gummidrucke belegen seine Begeisterung für die piktorialistische Fotografie. Beim Kriegsausbruch 1914 musste er Paris in Richtung Deutschland verlassen. Es leistete Kriegsdienst an der Westfront. 1917 entließ man ihn nach einem Lazarettaufenthalt als dienstuntauglich.
In Freudenstadt im Schwarzwald gründete er 1918 ein Fotostudio, das er unter schwierigen Bedingungen betrieb.
Es folgten erfolgreiche Teilnahmen an deutschen und internationalen Ausstellungen.
1922 wurde sein Sohn Franz Lazi geboren.
Mit dem Umzug nach Stuttgart 1928 verlagerte sich sein Tätigkeitsschwerpunkt von der Porträtfotografie zu Industrieaufträgen mit Sach- und Architekturaufnahmen. Von 1932 bis 1933 wurde das von ihm entworfene, moderne Atelierhaus errichtet. 1933, fünf Jahre nach seiner Berufung, trat Adolf Lazi aus der GDL aus, als Franz Grainer auf einer Tagung in Erfurt den Verband der nationalsozialistischen Idee verpflichtete und Heinrich Hoffmann aufnahm.
Von 1933 bis 1945 war Adolf Lazi nach eigenen Angaben von der Berufsgruppe „als staatsfeindlich ausgeschaltet“, da er sich als Pazifist betätigt habe. Es war ihm in dieser Zeit untersagt, staatliche und städtische Aufträge auszuführen. Industrieaufträge inklusive der Werbeaufnahmen für private Auftraggeber waren ihm während der Zeit des Nationalsozialismus die wesentliche Stütze. In dieser Zeit entstanden außerdem zahlreiche Reiseaufnahmen.
Adolf Lazi fotografierte vor dem Krieg, währenddessen und danach im Auftrag großer Firmen. Für Daimler-Benz, Bosch und Kreidler in Stuttgart sowie für Kugelfischer in Schweinfurt und zahlreiche andere Betriebe erledigte er über viele Jahre hinweg Industriefotografie in großem Stil. Architekten gewannen ihn für Dokumentationsarbeiten. Bodenhersteller und Stofffabrikanten setzten seine Aufnahmen in Produktkatalogen und für Werbezwecke ein.
Die Uhrenfabriken von Kienzle, Rodenstock und Junghans engagierten ihn, auch Schmuckfirmen wie Erna Zarges in Murnau. Unter den Gebrauchsgegenständen, die Adolf Lazi in der Nachkriegszeit fotografierte, war häufig werkbundaffines, funktionalistisches Design vertreten, so vor allem Porzellan von Arzberg und Fürstenberg, Bestecke von WMF in Geislingen und von Pott in Solingen sowie Glas der Firma Gral in Göppingen.
1948 schuf er ein Porträtfoto von Ottomar Domnick vor dem Bild T 1947-33 von Hans Hartung. Seine Porträts gestaltete Lazi oft mit Belichtungszeiten von 20 Sekunden. Um während dieser Zeit eine ruhige Haltung des Porträtierten zu gewährleisten, bediente er sich altertümlicher Maßnahmen, die in einem Artikel im Spiegel 1949 geschildert wurden: „Lazi macht es seinen Kunden auf so gebieterische Weise bequem, daß sie sich nicht rühren können. Sie sitzen in einem bequemen Klubsessel. Von Armlehne zu Armlehne liegt ein Brett, auf dem die Hände gestützt werden. Der Kopf lehnt an einer Sperrholzplatte mit einem Loch in der Mitte. In dem Loch findet der Hinterkopf Halt. So in Position gebracht, bleibt auch ein Kind eine halbe Minute still sitzen.“
Nach dem Krieg erhielt Lazi weitere Industrieaufträge. Eine Abbildung von Gralglasschalen aus dieser Zeit trägt einen Atelierstempel mit dem Text „Photographische Bildkunst, Adolf Lazi, Stuttgart, Diemershalde 48“.
Ab 1947 bemühte er sich in gesteigertem Maß um vorbildliche stilistische wie technische Qualitätsstandards in der Fotografie. 1948 führte Lazi mit Arthur Ohler, Obermeister der Stuttgarter Photographen-Innung, einen öffentlichkeitswirksamen Disput über die Rolle der Innung und die allgemeinen Ansprüche an Fotografen. Auch fühlte er sich berufen, in seiner Stadt eine nationale und internationale Erneuerungsbewegung der Fotografie zu starten. Dazu zählten etwa der gescheiterte Versuch, eine internationale Fotoausstellung zu organisieren, die Gründung von Fotografenvereinen, darunter die Photographische Gesellschaft Stuttgart 1947, die Veranstaltung von Ausstellungen und die im Jahre 1950 gegründete „Internationale Schule für Höhere Fotografie - Lazi“, kurz „Schule Lazi“, die seinen Tod 1955 überdauerte und heute als Fachbereich „Foto-Design“ der Lazi Akademie – The European School of Film and Design unter Leitung seines Sohnes A. Ingo Lazi weiterlebt. Den Anbau an seinem Haus in der Pischekstraße 16 in Stuttgart, der diese Schule beherbergen sollte, hatte Adolf Lazi eigenhändig hochgezogen.
Der künstlerische Nachlass, das Adolf-Lazi-Archiv, befindet sich heute in Esslingen in den Räumen der Lazi Akademie – The European School of Film and Design und wird von A. Ingo Lazi betreut. Ein Konservierungskonzept wurde von Karen Lämmle an der Staatlichen Akademie der Bildenden Künste Stuttgart erstellt.

## Veröffentlichungen
- IRA. Internationale Raumausstellung Köln/Zeppelinhaus. Verkaufskatalog, 20. Oktober – 20. Dezember 1931, Veranstalter der Ausstellung: Gebrüder Schürmann, Köln/Zeppelinhaus. Mit 8 ganzseitigen Abbildungen nach Photographien von Adolf Lazi, Stuttgart
- Die bildnerische Grossaufnahme. Hrsg.: Eta Lazi. Lazi, Stuttgart 1955
- Rottenburger Bilderbogen. Gedichte von Josef Eberle; Aufnahmen von Adolf Lazi. Unteregger, Rottenburg am Neckar 1981